# Röntgendichroismus
Röntgendichroismus ist ein Oberbegriff für mehrere röntgenspektroskopische Effekte, die auf der Kopplung von (Röntgen-)Photonen an bestimmte Elektronenorbitale beruhen. Vereinfacht gesagt hängt die Absorption der Röntgenstrahlung in einem Material von der Polarisation ab.

## Röntgenabsorption

### Zirkularer magnetischer Röntgendichroismus

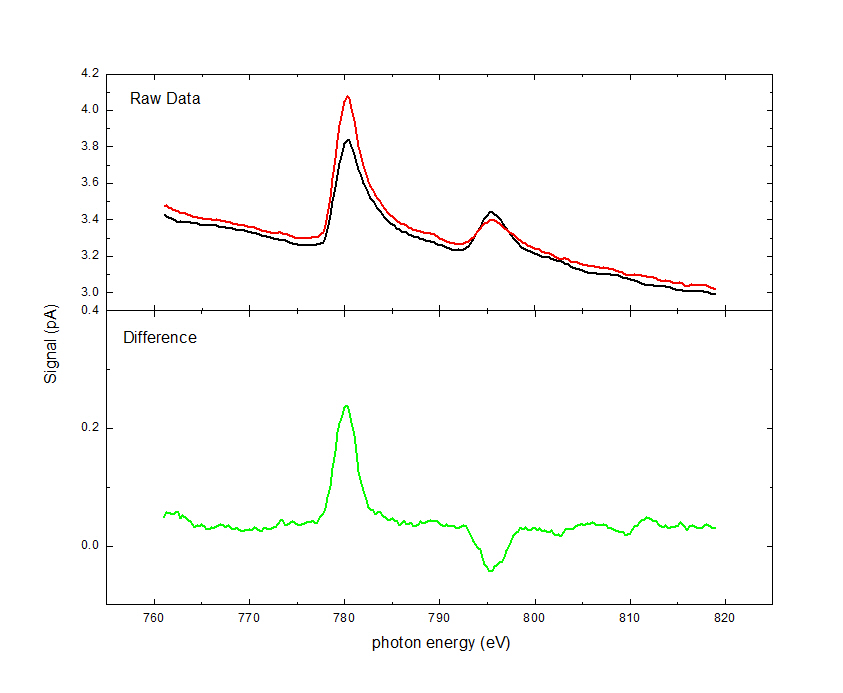
Zirkularer magnetischer Röntgendichroismus: Kobalt-Spektrum (oben: Rohdaten; unten: Differenz)

Beim zirkularen magnetischen Röntgendichroismus (engl. X-ray magnetic circular dichroism, XMCD) ist die Absorption von Röntgenstrahlung an einem Atom mit magnetischem Moment abhängig davon ob die Röntgenstrahlung links- oder rechts-zirkular polarisiert ist. Relevant ist das Differenzenspektrum zwischen Röntgenabsorptionsspektrum von links- oder rechts-zirkular polarisierter Strahlung. Bei der Aufnahme der polarisierten Absorptionsspektren wird die Magnetisierungsrichtung und die Helizität der Röntgenphotonen einmal parallel und einmal anti-parallel ausgerichtet. Die erhaltenen Absorptionsspektren werden voneinander abgezogen und aus der Differenz können durch Anwendung der sogenannten Summenregeln direkte Informationen über das elementspezifische Spin-Moment und das Orbital(Bahn-)moment des Valenzbandes erhalten werden.
Typischerweise werden XMCD-Studien an magnetischen Übergangsmetallen wie Eisen, Cobalt und Nickel, auch deren Legierungen oder Verbindungen, darunter mittlerweile auch Metallkomplexen, ausgeführt. Dabei werden Röntgenabsorptionspektren an der 2p-Absorptionskante gemessen. Hierbei finden Übergänge in die 3d-Schale statt, die stark magnetisch sein können, also magnetfeldabhängig sind.

### Linearer magnetischer Röntgendichroismus
Linearer magnetischer Röntgendichroismus (engl. X-ray magnetic linear dichroism, XMLD) ist ein dem zirkularen Dichroismus ähnlicher magnetooptischer Effekt, aber von höherer Ordnung (quadratisch im Spin-Moment M) und damit schwächer. Auch diese Form des magnetischen Röntgendichroismus ist nützlich zur Erlangung magnetischer Information, z. B. von Antiferromagneten, die keinen zirkularen Röntgendichroismus aufweisen.

### Linearer (nicht-magnetischer) Röntgendichroismus
Linearer (nicht-magnetischer) Röntgendichroismus ist eine Folge von Kristallanisotropien nicht-magnetischer Herkunft und ist oft schwer vom linearen magnetischen Röntgendichroismus zu trennen.

## Röntgenemission
Auch die Röntgenemission weist zirkularen und linearen Dichroismus auf, der jedoch schwerer zu deuten ist, da bisher keine Summenregeln aufgestellt werden konnten.

## Photoelektronenemission
In der Photoelektronenemission zeigt die Winkelverteilung eine Abhängigkeit von der Helizität der anregenden Röntgenstrahlung und ist in Anlehnung an den X-MCD-Effekt als Dichroismus bekannt.